# 洪格林河
46°29′41″N 7°03′05″E / 46.49477°N 7.05130°E

洪格林河是瑞士的河流，位於該國西部，流經弗里堡州和沃州，屬於薩訥河的左支流，河道全長20公里，流域面積82平方公里，發源自利奧松湖。